# Callosamia angulifera
Callosamia angulifera (tên tiếng Anh: Bướm đêm tơ cây Tulip hoặc Bướm tơ khổng lồ) là một loài bướm đêm thuộc họ Saturniidae. Loài này có ở Massachusetts phía đông qua miền trung New York, miền nam Ontario, và miền nam Michigan tới miền trung Illinois, phía nam đến the Florida panhandle và Mississippi.
Sải cánh dài 80–110 mm. There is one generations con trưởng thành bay từ tháng 6 đến tháng 8 ở phía bắc và two generations con trưởng thành bay từ tháng 3 đến tháng 4 và một lần nữa vào tháng 8 in the south.
Ấu trùng ăn Liriodendron tulipifera. Adults do not feed.

## Hình ảnh

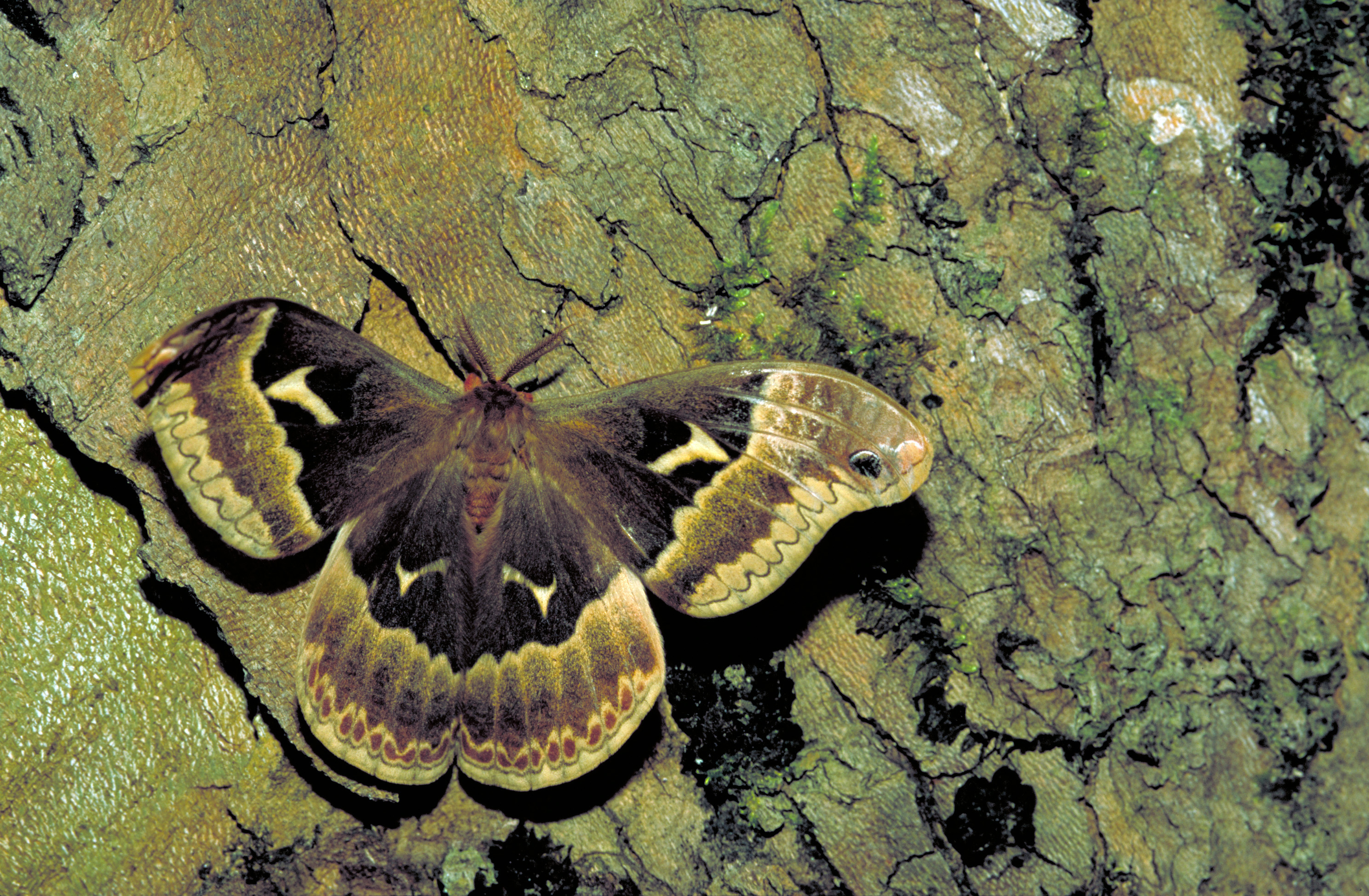
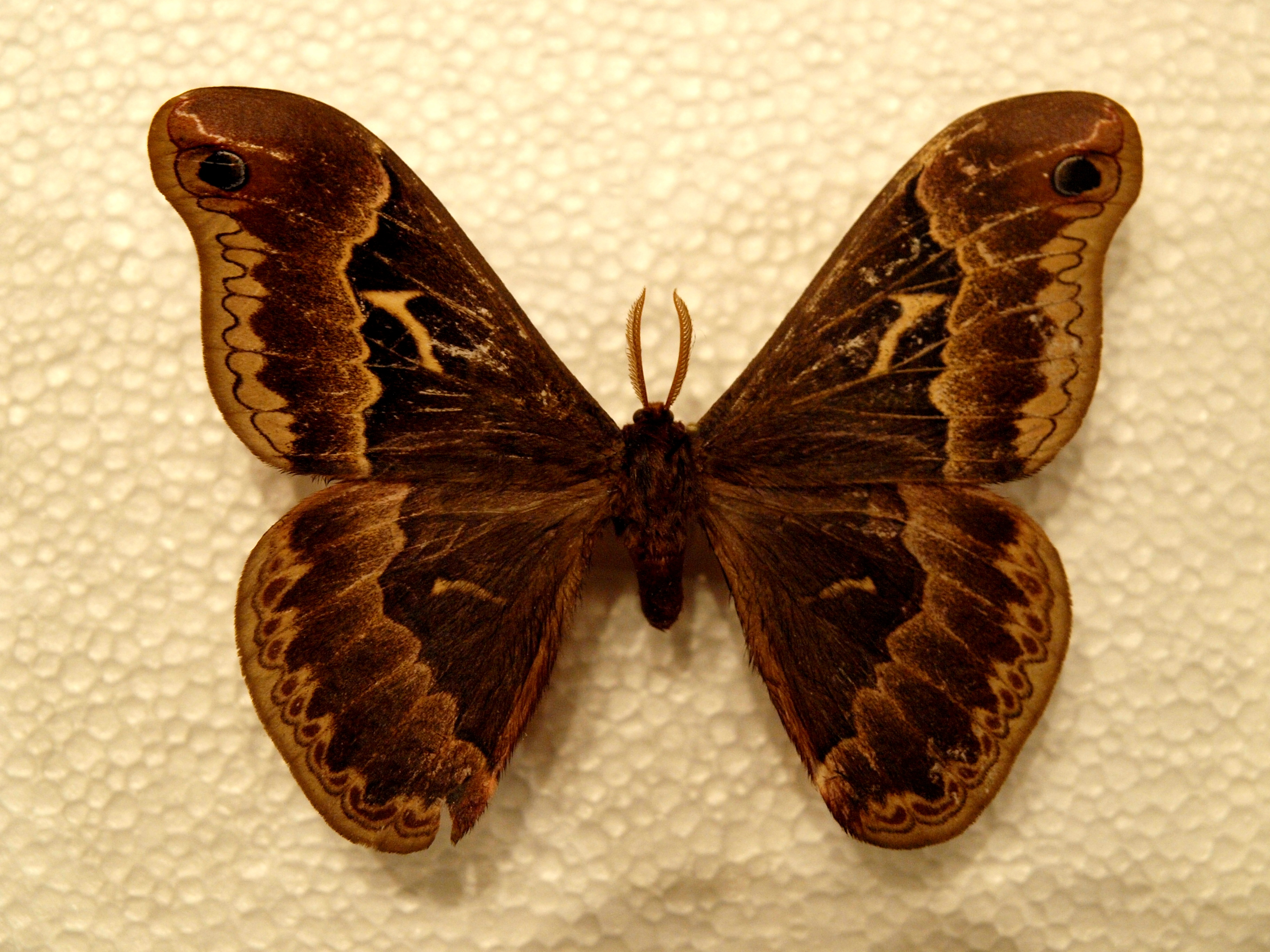